# Franz Herren
Cornelius Franz Herren (* 12. Mai 1900 in Aachen; † 28. September 1983 in Bonn) war ein deutscher Agrarwissenschaftler und Ministerialbeamter, der am Wiederaufbau nach dem Zweiten Weltkrieg beteiligt war.

## Leben
Herren wuchs in Aachen auf, besuchte dort die Hindenburgschule und schloss diese 1918 mit dem Abitur ab. Anschließend begann er an der Universität Bonn ein Studium der Agrarwissenschaften und beendete dieses 1923 mit dem Diplom. Er promovierte 1925 über ein Tierzuchtthema.
Nach dem Studium bildete er sich zum Tierzuchtleiter weiter, besuchte 1925–1926 das Seminar für Landwirtschaftslehrer in Hildesheim und war bis 1929 an der Landwirtschaftsschule in Rheinbach tätig. Anschließend war er Leiter des Tierzuchtamtes Trier (zunächst zur Landwirtschaftskammer Rheinland, später zur Landesbauernschaft des Reichsnährstandes Rheinland gehörig) und sollte Ende 1940 wegen seiner Ablehnung gegenüber dem NS-Regime und der Blut-und-Boden-Ideologie des Reichsnährstandes zunächst in das Generalgouvernement nach Warschau, dann in die Landesbauernschaft des Sudetenlandes nach Reichenberg versetzt werden. Durch Fürsprache wurde diese in eine Versetzung zum Tierzuchtamt Straßburg (Landesbauernschaft Baden in Karlsruhe) umgewandelt. Nach der Befreiung Straßburgs im November 1944 wurde Herren Leiter des Landgestütes Baden mit Dienstsitz in Karlsruhe. Am 11. November 1939 beantragte er die Aufnahme in die NSDAP und wurde zum 1. April 1940 aufgenommen (Mitgliedsnummer 7.602.954). Mit Beschluss der Spruchkammer Karlsruhe wurde er 1947 als „entlastet“ eingestuft.
Mit dem Kriegsende wurde Herren zunächst von der französischen, dann von der amerikanischen Militärregierung mit dem Aufbau einer Landwirtschaftsverwaltung in Nordbaden beauftragt. 1946 erfolgte durch Heinrich Stooß die Berufung zum Leiter der Abteilung für landwirtschaftliche Erzeugung im Landwirtschaftsministerium Württemberg-Baden in Stuttgart, 1948 wurde er zusätzlich zum Landesbezirksdirektor für Ernährung und Landwirtschaft des Bezirkes Baden ernannt. Ab Ende 1949 war er stellvertretendes Mitglied des Ausschusses für Agrarwesen des Bundesrates. Nach der Bildung des Landes Baden-Württemberg 1952 wurde er zum Regierungspräsidium Nordbaden als Abteilungsleiter der Abt. III B (Landwirtschaft und Domänen) versetzt. 1954 wechselte Herren als Nachfolger von Maier-Bode (Abteilungsleiter der Abteilung für landwirtschaftliche Erzeugung) in das Bundeslandwirtschaftsministerium nach Bonn, wo er bis zu seiner Pensionierung 1965 blieb.
Herren war verheiratet und hatte drei Kinder. Er war seit 1920 Mitglied des Akademisch-wissenschaftlichen Vereins „Renaissance“ zu Bonn (später KDB Rheno-Guestphalia zu Bonn im RKDB). 1957 wurde er Ehrenmitglied der KDStV Carolingia im CV zu Stuttgart-Hohenheim.

## Weitere berufliche Tätigkeit
Herren war Mitglied vieler Institutionen. Von 1935 bis 1945 war er Geschäftsführer der Arbeitsgemeinschaft der Züchter für das gelbe und lichte Höhenvieh von Rheinland, Pfalz, Franken, Thüringen, Südhannover, Kärnten und Steiermark, von 1950 bis 1953 Vorsitzender des Aufsichtsrates der badischen Landsiedlungs GmbH. Er war Mitglied in verschiedenen Ausschüssen der DLG und im Hauptausschuss der DFG. Weiter war er in Kuratorien der Max-Planck-Gesellschaft tätig, war im Vorstand der Deutschen Gesellschaft für Züchtungskunde (DGfZ) und im Aufsichtsrat des Deutschen Instituts für tropische und subtropische Landwirtschaft. Auf internationaler Ebene war im Ausschuss des Komitees für landwirtschaftliche Forschung der FAO der Vereinten Nationen vertreten. Er war Mitbegründer des aid und lange Jahre im Vorstand, sowie Vorsitzender des Verbandes Deutscher Diplomlandwirte.

## Auszeichnung
1965 wurde Herren mit dem Großen Verdienstorden mit Stern ausgezeichnet.